# Ernst von Harnack
Wolf Oscar Ernst Harnack, ab 1914 von Harnack (* 15. Juli 1888 in Marburg/Lahn; † 5. März 1945 in Berlin-Plötzensee) war ein deutscher Politiker, preußischer Regierungspräsident und Widerstandskämpfer gegen den Nationalsozialismus.

## Familie
Ernst (von) Harnack war der Sohn des evangelischen Theologen Adolf von Harnack (1851–1930) und der Amalie Thiersch (1858–1937), der Enkelin des Chemikers Justus von Liebig aus dem freiherrlichen Haus der hessischen Liebigs. Nachdem sein Vater 1914 in den erblichen Adelsstand erhoben wurde, konnte sich auch Ernst von Harnack der adeligen Namensform bedienen.
Er heiratete am 29. März 1916 in Hindenburg (Oberschlesien) Anna „Änne“ Wiggert (* 5. Oktober 1894 in Göttelborn, Landkreis Ottweiler, Saarland; † 22. August 1960 in Berlin-Zehlendorf), die Tochter des Königlich Preußischen Geheimen Oberbergrats Ernst Wiggert und der Elisabeth Schmidt. Mit ihr hatte er zwei Söhne und drei Töchter, darunter den Kinderarzt Gustav-Adolf von Harnack (1917–2010) und den Oberleutnant Helmut von Harnack (* 1918; 10./Pz.Rgt. 21; Verleihung des Ritterkreuzes am 17. Januar 1942, gefallen am 21. Januar 1942).
Seine ältere Schwester war die Frauenrechtlerin und Schriftstellerin Agnes von Zahn-Harnack (1884–1950), sein jüngerer Bruder der Bibliothekar und Autor Axel von Harnack (1895–1974).
Seine Vettern Arvid (Rote Kapelle) und Falk Harnack (Weiße Rose) sowie Klaus Bonhoeffer, der Mann seiner Cousine Emmi Bonhoeffer geb. Delbrück, waren ebenfalls im Widerstand.

## Leben

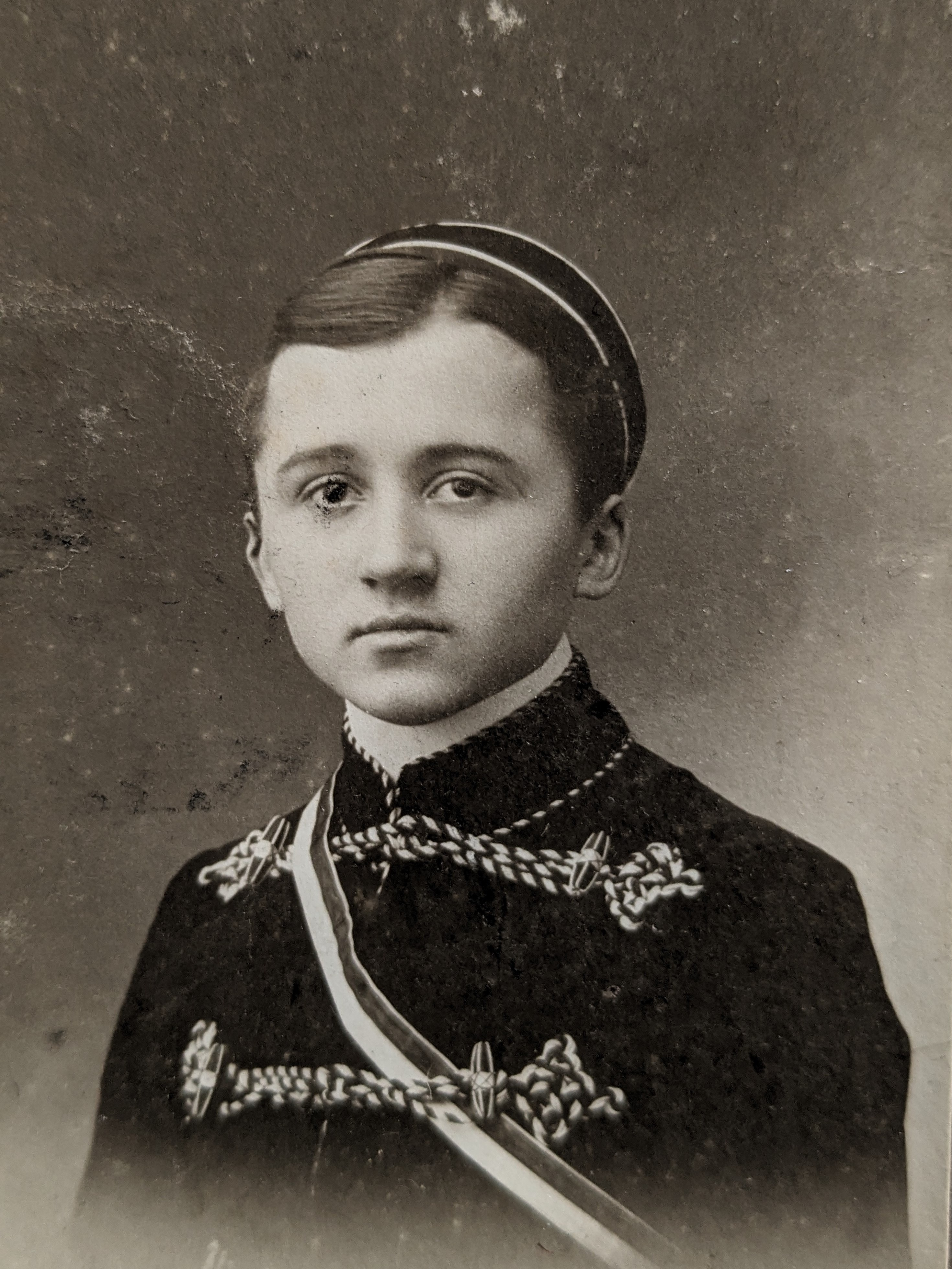
Ernst Harnack 1907 als Fux der Marburger Burschenschaft Germania

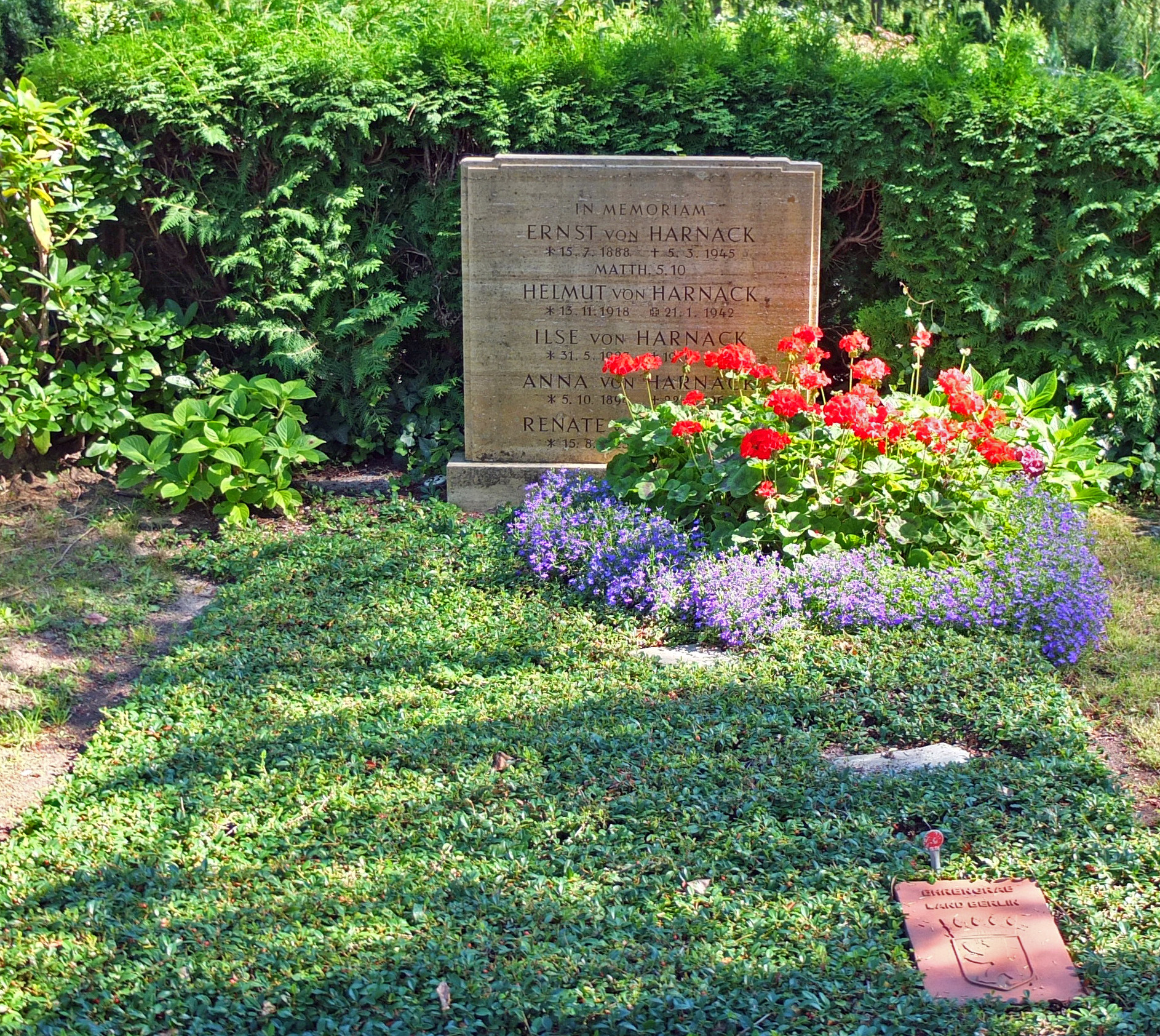
Ehrengrab von Ernst von Harnack auf dem Friedhof Zehlendorf (er ist nicht hier beigesetzt)

Nach einjährigem Privatunterricht besuchte Harnack das Joachimsthalsche Gymnasium in Berlin, wo er zu Ostern 1907 das Abitur ablegte. Anschließend studierte er drei Semester Rechtswissenschaften an der Universität Marburg, wo er 1907 Mitglied der Marburger Burschenschaft Germania wurde, und vier Semester in Berlin. Am 6. Mai 1911 bestand er die erste juristische Prüfung und begann anschließend eine Ausbildung beim Amtsgericht Berlin-Lichterfelde. Vom 1. Oktober 1911 bis 30. September 1912 leistete er als Einjährig-Freiwilliger seinen Militärdienst beim Husaren-Regiment Nr. 12 in Torgau. Vom 2. August 1914 bis 15. Mai 1915 nahm er am Ersten Weltkrieg teil und war anschließend beim Zivilbeauftragten in Russisch-Polen tätig.
Seine Beamtenlaufbahn begann er am 8. März 1913, als er als Regierungsreferendar bei der Regierung in Oppeln angestellt wurde. Am 29. Juni 1918 wurde er zum Regierungsassessor im Ministerium für Wissenschaft, Kunst und Volksbildung ernannt und am 24. Januar 1921 zum Regierungsrat befördert.
Vom 15. August 1921 bis 9. November 1923 und vom 1. Juni 1924 bis 31. Mai 1925 war er als Landrat im Landkreis Hersfeld tätig, zwischenzeitlich war er kommissarischer Landrat des Kreises Randow in der Provinz Pommern. Am 1. Juni 1925 wurde er zum Regierungsvizepräsidenten in Hannover ernannt. Die gleiche Funktion übernahm Harnack am 1. April 1927 in Köln.
Am 8. August 1929 trat er in der Provinz Sachsen das Amt des Regierungspräsidenten von Merseburg an. Dieses Amt übte er bis zum 21. Juli 1932 aus. Seine Dienstentlassung erfolgte nach dem „Preußenschlag“ von Papens am 20. Juli 1932 gegen die sozialdemokratische Regierung unter Otto Braun. Er zog daraufhin nach Berlin.
Am 27. November 1921 wurde er in den Vorstand des neu gegründeten „Bundes religiöser Sozialisten“ gewählt. Am 1. Januar 1922 legte er das Band der Marburger Burschenschaft Germania nieder, nachdem es wiederholt zu Unstimmigkeiten wegen seiner Mitgliedschaft in der SPD gekommen war. Er soll unter anderem die völlige Aufklärung der Ereignisse von Mechterstädt gefordert haben. Obwohl der Ehrenrat der Burschenschaft keinen Grund für einen Ausschluss gesehen hatte, erklärte Harnack, dass seine Parteimitgliedschaft zu weiteren Konflikten mit seinen Bundesbrüdern führen könne. Mit Einverständnis des Ehrenrates trat er daher aus.

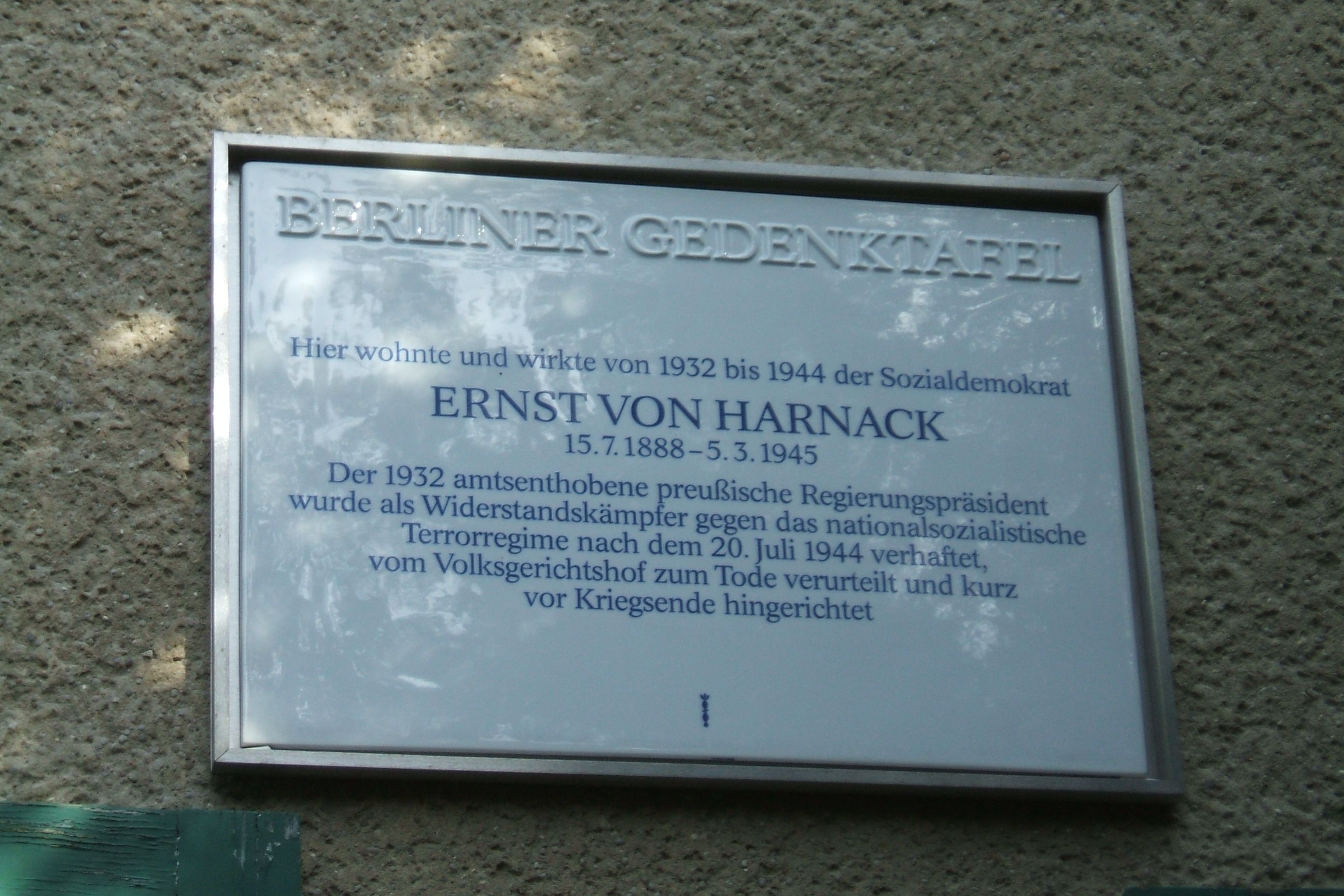
Gedenktafel am Haus Am Fischtal 8, Berlin-Zehlendorf

Harnack wurde 1933 mehrere Wochen inhaftiert, nachdem er versucht hatte, die Mörder des während der „Köpenicker Blutwoche“ ermordeten ehemaligen Ministerpräsidenten und SPD-Reichstagsabgeordneten Johannes Stelling zu finden. Zur Zeit des Nationalsozialismus war er der Gräberkommissar. In Zusammenarbeit mit Willi Wohlberedt legte er für Berlin eine Gräberkartei an und beaufsichtigte ab 1938 die großflächigen Umbettungen, die für Albert Speers Welthauptstadt Germania angeordnet worden waren.
Wegen seiner Teilnahme am Attentat vom 20. Juli 1944 wurde er am 1. Februar 1945 vom Volksgerichtshof zum Tode verurteilt. Das Urteil wurde am 5. März in Plötzensee durch Hängen vollstreckt. Sein Leichnam wurde an unbekannter Stelle verscharrt.
In den 1960er Jahren erhielten seine Erben eine Wiedergutmachung in Höhe von 56.000 DM vom Kammergericht in Berlin. Ein Familiengrab auf dem Friedhof Zehlendorf führt auch seinen Namen auf. Diese Gedenkstätte für Ernst von Harnack (Feld 11-HW-22/23) ist seit 1952 als Berliner Ehrengrab gewidmet. Die Widmung wurde im Jahr 2018 um die übliche Frist von zwanzig Jahren verlängert.

## Eigene Werke
- Die Praxis der Öffentlichen Verwaltung. Springer, Berlin 1936 (Die Erstausgabe wurde kurz nach Erscheinen verboten. Erst in den 1950ern regulär erschienen.)
- Bestand und Erhaltung der bedeutsamen Grabstätten und Friedhöfe in Groß-Berlin. Denkschrift im Auftrag des Generalbauinspektors für die Reichshauptstadt. Teil 1–3, Berlin 1941–1943. (Zusammenfassung des Materials von Willi Wohlberedt),[7] drei Exemplare